# Avery Appiah
Avery Appiah (Zoetermeer, Países Bajos, 2 de abril de 2006) es un futbolista neerlandés que juega de centrocampista en el Jong Ajax de la Eerste Divisie.

## Estadísticas

### Clubes
Actualizado al último partido disputado el 27 de octubre de 2023.
| Club                     | Div.          | Temporada     | Liga  | Liga  | Copas nacionales | Copas nacionales | Copas internacionales | Copas internacionales | Total | Total |
| Club                     | Div.          | Temporada     | Part. | Goles | Part.            | Goles            | Part.                 | Goles                 | Part. | Goles |
| ------------------------ | ------------- | ------------- | ----- | ----- | ---------------- | ---------------- | --------------------- | --------------------- | ----- | ----- |
| Jong Ajax · Países Bajos | 2.ª           | 2023-24       | 1     | 0     | —                | —                | —                     | —                     | 1     | 0     |
| Jong Ajax · Países Bajos | Total club    | Total club    | 1     | 0     | 0                | 0                | 0                     | 0                     | 1     | 0     |
| Total carrera            | Total carrera | Total carrera | 1     | 0     | 0                | 0                | 0                     | 0                     | 1     | 0     |